# Gene Quill

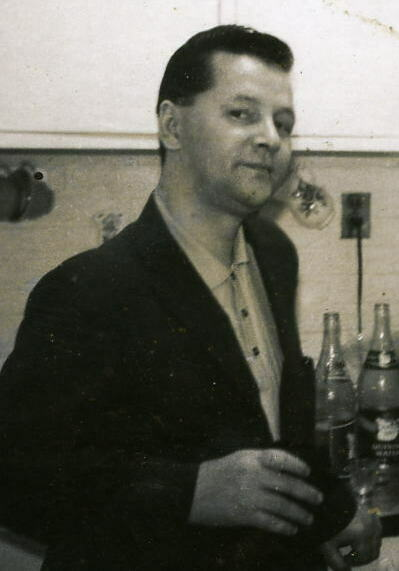
Gene Quill in 1963

Daniel Eugene Quill (Atlantic City, 15 december 1927 - aldaar, 8 december 1988) was een Amerikaanse hardbop-saxofonist en klarinnetist.
Quill werd beroepsmuzikant toen hij dertien was. Hij werkte bij Jerry Wald, Art Mooney, Buddy DeFranco, Claude Thornhill, Gene Krupa, Dan Terry en Quincy Jones. Hij speelde mee op opnames van onder meer Al Cohn (1955 en 1956), Tito Puente (1956 en 1957), Joe Newman (1956), Urbie Green (1958), Michel Legrand (1958), Manny Albam (1957, 1959), Mundell Lowe (1957, 1960), Billie Holiday ("Lady in Satin", 1958) en een all star-band met onder meer John Coltrane (1957). In 1956 begon hij voor het eerst samen te werken met Phil Woods, met wie hij de groep Phil & Quill vormde en saxofoon-battles aanging. In de jaren zestig was hij lid van de Gerry Mulligan Concert Jazz Band en toerde hiermee in Europa. Hierna was hij actief als freelancer in New York. Gaandeweg speelde hij zachter en meer introspectief. In de jaren zestig was hij sideman bij opnames van bijvoorbeeld Gil Evans, Pony Poindexter, Bob Brookmeyer en Buddy Rich. Door gezondheidsproblemen in de latere jaren van zijn leven heeft hij daarna niet veel gespeeld en opgenomen.

## Discografie (selectie)
als leider:
- 3 Bones and a Quill, Roost Records, 1958
- Bye Bye Birdie (met Woods en Bill Potts), 1963

- Bibliothèque nationale de France: cb13898748p (data)
- Gemeinsame Normdatei: 134609387
- International Standard Name Identifier: 0000 0000 5513 1877
- Library of Congress Control Number: n94069466
- MusicBrainz: 587682ab-c034-4411-94d1-b3abcb68d48b
- Istituto Centrale per il Catalogo Unico: DDSV227612
- SNAC: w6v54pc1
- Système universitaire de documentation: 156625083
- Virtual International Authority File: 7575082
- WorldCat: E39PBJhmPxt9krqQ8qxw6pHt8C